# كوينسي ويلسون
كوينسي ويلسون (بالإنجليزية: Quincy Wilson) هو لاعب كرة قدم أمريكية أمريكي، ولد في 26 أبريل 1981 في ستوبنفيل في الولايات المتحدة.

## وصلات خارجية
- كوينسي ويلسون على موقع مرجع كرة القدم المحترفة.كوم (الإنجليزية)
- كوينسي ويلسون على موقع JustSportsStats.com (الإنجليزية)